# Місцевий Войд
Місцевий Войд (англ. Local Void) — велика майже порожня ділянка міжгалактичного простору, що розташована поблизу Місцевої групи галактик. Войд не зовсім порожній, але містить значно менше галактик, ніж передбачено стандартною космологічною моделлю.
Відкритий Брентом Таллі та Річардом Фішером 1987 року. Місцевий Войд складається з трьох окремих секторів, розділених мостами з тонких ниток галактик. Точний об'єм войда невідомий, однак, він має щонайменше 45 Мпк (150 мільйонів світлових років) у перерізі, а його діаметр може сягати 70  Мпк (230 мільйонів світлових років). 
Місцева група розташована всередині цього войда, майже на його межі (відстань до центра войда становить щонайменше 23 Мпк). Вона рухається в напрямку від центру зі швидкістю близько 230 км/с.